# Harkivska oblast
Harkivska oblast ili Harkovska oblast (ukrajinski: Харківська область, ruski: Харьковская область)  administrativna je oblast koja se nalazi se u istočnoj Ukrajini na granici s Rusijom. Upravno središte oblasti je grad Harkiv.

## Zemljopis
Harkivska oblast ima ukupnu površinu 31.415 km2 te je četvrta oblast po veličini, u njoj živi 2.895.800 stanovnika te je prema broju stanovnika treća oblast po veličini. 
Harkivska oblast graniči na sjeverozapadu sa Sumskom oblasti, na jugozapadu s Poltavskom oblasti, na jugu graniči s Donjeckom i Dnjipropetrovskom oblasti, na istoku graniči s Luganskom oblasti, a na sjeveru s Rusijom.

## Stanovništvo
Ukrajinci su najbrojniji narod u oblasti i čine 70,7 % stanovništva oblasti, veliki je broj i Rusa kojim ima 25,6 %. Od ostalih manjina tu su Bjelorusi 0,5 %, Židovi 0,4 %, Armenci 0,4 %, Azeri 0,2 %, Gruzijci 0,15 %, Tatari 0,14 %, a ostali 2,1 %
Po popisu iz 2001. godine većina stanovništva govori ukrajinski jezik kao materinji 53,8 %,  dok ruski govori 44,3 %, stanovništva kao materinji.
U travnju 2006. godine, vijeće oblasti glasalo je da ruski jezik bude službeni u oblasti, međutim u ustavu Ukrajine piše da ukrajinski jezik jedini službeni jezik u Ukrajini.

## Administrativna podjela
Harkivska oblast dijeli se na 17 rajona i 17 gradova od kojih njih sedam ima viši administrativni stupanj, također oblast ima i 61 mali grad i 1683 naselja.

## Vanjske poveznice
- Službena stranica oblasti  Arhivirana inačica izvorne stranice od 23. rujna 2017. (Wayback Machine)

### Ostali projekti
|  | Zajednički poslužitelj ima još gradiva o temi Harkivska oblast |